# لا آلبیل
لا آلبیل (به اسپانیایی: L'Albiol) یک شهرستان در اسپانیا است که در استان تاراگونا واقع شده‌است.